# Saúde

Bandeira da OMS.

A definição de saúde possui implicações legais, sociais e econômicas dos estados de saúde e doença; sem dúvida, a definição mais difundida é a encontrada no preâmbulo da Constituição da Organização Mundial da Saúde: saúde é um estado de completo bem-estar físico, mental e social, e não apenas a ausência de doenças.

## Contexto histórico
Diferentes visões e definições acerca do que se tem de saúde e doença permeiam a história da humanidade, sobretudo a inserção desses conceitos sob os contextos cultural, social, político e econômico. Todo esse conjunto de ideias evidencia uma evolução do pensar humano, uma vez que passa a ser considerado um maior grau de complexidade de interseções desses ideais. Ainda, vale ressaltar que o significado de evolução aqui atribuído está associado a uma visão darwinista do processo. Ou seja, não traduz, necessariamente, um cenário de constantes melhorias ao longo da história.
- Desde a antiguidade, a humanidade se empenha de diversas formas para enfrentar determinadas patologias, haja visto que as múmias guardam em si sinais de algumas doenças. No entanto, primordialmente cabia aos termos saúde e doença uma concepção voltada para o campo mágico-religioso, partindo de um pressuposto onde as doenças eram causadas por um mal externo, sendo, portanto, encarado como o pecado ou alguma maldição. Um exemplo disso seria a concepção dos antigos hebreus, que diferentemente de outras religiões da época, acreditavam que a doença não era ação de agentes externos como demônios ou maldições humanas, mas representava, no entanto o sinal da cólera divina para com o seu povo, devido aos pecados da humanidade, como podemos observar em alguns trechos bíblicos, a ressaltar:  "Se não me escutardes e não puserdes em prática todos estes mandamentos, se desprezardes as minhas leis (...) porei sobre vós o terror, a tísica e a febre..." (Levítico, 26:16). Mas aqueles que cumprem os preceitos divinos têm outro destino: "Servireis ao Senhor vosso Deus e ele abençoará vosso pão e vossa água e afastará de vosso meio as enfermidades." (Êxodo, 23:25), sobre isso vale ressaltar também, que assim como as doenças eram sinal de castigo divino, Deus também desempenhava o papel de Grande Médico, para esse povo.[1][2]
- Na bíblia ainda há descrições detalhadas de certas enfermidades como a lepra, por exemplo, bem retratada no livro do Levítico, mas no entanto, não havia nenhum sinal para o tratamento dessas enfermidades, primeiro porque como já dito, eram formas de castigo divino e o único meio de tratar essas doenças era através de rituais de purificação, já que se o mal era causado pelo pecado, bastava se livrar do pecado para se livrar do mal, como o caso das mulheres que estavam no seu período menstrual (neste caso em específico elas ficavam alguns dias recolhidas em suas casas e depois de encerrado o período deveriam se purificar) , em casos mais graves, porém, as pessoas eram afastadas da sociedade de alguma forma, como caso dos leprosos. Em segundo lugar, porque na época ainda não se tinha conhecimento científico necessário para o tratamento ou entendimento de certas enfermidades. Essa concepção se estendeu durante muito tempo, sendo comum ainda na Idade Média. É importante dizer que esses preceitos religiosos expressados de forma mais explícita nos cinco primeiros livros da bíblia, possuíam uma finalidade mais evidente de manter uma certa unidade entre os hebreus e os distinguir dos outros povos da região circunvizinha, apesar desses propósitos, podem ter auxiliado na contenção e prevenção de diversas patologias de cunho transmissível, na época, mesmo que isso tenha se dado de forma inconsciente.[1]
- Ao se olhar outras culturas, podemos perceber que em diversas tribos que acreditavam que as doenças eram causadas por maus espíritos, cabia ao Xamã local, portanto, os rituais de expulsão desses espíritos malignos, esses rituais também possuíam o objetivo de reunir novamente o microcosmo (o corpo) com o macrocosmo (universo).  Em algumas tribos, como é o caso dos índios Sarrumá, localizados na fronteira Venezuela- Brasil, não há o conceito de morte natural, por exemplo, as mortes acidentais ou naturais são causadas por maldições inimigas, ou conduta imprudente.[1]
- O xamã nessas sociedades é um indivíduo que passa por extensos treinamentos, repletos de períodos de abstinência, onde ele aprende o seu ofício, sendo introduzido nas canções xamânicas e no conhecimento de ervas utilizadas nos rituais, geralmente em ervas alucinógenas que auxiliam na convocação de novos espíritos capazes de erradicar a doença, essa é a tarefa principal do xamã nesses rituais, convocar espíritos capazes de combater as enfermidades do povo.[1]
- Ainda que não a ruptura, a medicina grega representa um importante marco para mudanças ocorridas no jeito de pensar a lógica do processo de doença. Persiste o mitológico, associado a diversas divindades vinculadas à saúde como Asclepius (deusa da medicina); Higeia (saúde) e Panacea (cura), sendo essas duas últimas manifestações de Atena (deusa da razão). O culto a essas figuras mitológicas evidencia a valorização de práticas higiênicas. Além disso, o processo de cura é inicialmente associado à utilização de plantas medicinais e métodos naturais, como por exemplo o ópio como analgésico e antitussígeno (oriundo da Papoula), evidenciando ir além dos cultos e rituais.[1][3]
- A ruptura com essa visão religiosa acerca do processo de saúde ocorre com Hipócrates (460-377 a.C.). Em sua obra denominada “Corpus Hipocraticus”, os textos traduzem uma perspectiva racional a respeito da medicina, bem diferente da concepção mágico-religiosa que até então permeava o pensar do homem. Hipócrates atribui a existência de quatro fluidos (humores) principais no corpo: bile amarela, bile negra, fleuma e sangue. Para ele, a saúde baseava-se, portanto, nesses quatro elementos. O homem enquanto ser humano era uma unidade organizada, logo a doença representava uma desorganização desse estado, unidade. Além disso, a obra revela a inserção de um novo conceito no processo de saúde-enfermidade: epidemiologia. A valorização de uma visão empírica em relação aos casos clínicos descrita nos textos, revela que as observações perpassavam o paciente, sendo o ambiente elemento importante a ser considerado. O texto “Águas, ares, lugares” discute os fatores ambientais atrelados a doença e defende um conceito ecológico do que se tem de saúde.[1]

“A doença chamada sagrada não é, em minha opinião, mais divina ou mais sagrada que qualquer outra doença; tem uma causa natural e sua origem supostamente divina reflete a ignorância humana.”
(A Doença Sagrada – Hipócrates)
- Mais a frente, no séc. II, tem-se a figura de Galeno (129-199), responsável por incluir o conceito endógeno nesse processo de saúde-doença. Médico e filósofo, Galeno revisita a teoria humoral de Hipócrates e reforça a importância dos quatro temperamentos no estado de saúde. Para ele, a doença era endógena ao corpo, constituía o homem enquanto matéria física e seus hábitos, portanto, poderiam levar ou não ao desequilíbrio da vida. Intitulado de “pai da Farmácia”, Galeno sistematizou pela primeira vez na história quais as matérias-primas eram necessárias à preparação dos medicamentos e o modo de manipulação como nunca tinha sido visto até então.[1][4]
- Na cultura oriental, o conceito de saúde possui até hoje uma vertente que difere do ocidente, mas que de certa forma é possível estabelecer uma analogia à concepção hipocrática. Em sua essência ela aborda a existência de forças vitais responsáveis por atuar no corpo humano: Ying e Yang. Se harmoniosas, o que se manifesta é saúde; quando não, o que prevalece é a doença. Algumas medidas terapêuticas têm por objetivo restaurar o fluxo normal de energia do corpo quando em desarmonia como a acupuntura, ioga, massagens e uso de ervas medicinais.[1][5]
- Na Idade Média Europeia o conceito de saúde é permeado pela religião cristã e tem como resultado a saúde como fruto da fé e a doença, do pecado. Em contrapartida, os ideais hipocráticos se mantinham, como dosar o comer e beber; realizar a contenção sexual e o controle das paixões. Procurava-se evitar o que chamavam de “contra naturam vivere” – viver contra a natureza –, obedecendo aos princípios religiosos.[1]
- Nos séculos XV e XVI, um médico e pesquisador suíço chamado Paracelso, já afirmava que eram agentes externos ao organismo que provocavam doenças, isso ocorreu em paralelo ao desenvolvimento da química e da medicina a partir da alquimia, foi devido a esse desenvolvimento que o próprio Paracelso passou a administrar doses de metais e minerais em enfermos - como é o caso do mercúrio no tratamento da sífilis - partindo do pressuposto de que se os processos ocorridos no organismo humano eram químicos, os tratamentos também deveriam ser.[1][6]
- Já no século XVII houve o desenvolvimento da mecânica e com ela um conceito muito difundido por René Descartes, onde o corpo funcionaria como uma máquina capaz de executar diversas ações de maneira independente à mente (ou alma), no entanto,  a mente seria capaz de regular na maior parte do tempo algumas parcelas do corpo; a esse conceito deu-se o nome de dualidade mente-corpo ou alma-corpo.[1][7]
- Com o desenvolvimento da anatomia a teoria humoral das doenças, desenvolvida por Hipócrates e Galeno, passou a ser substituída pela que seria chamada de "silêncio dos órgãos" já que ao se realizarem estudos com os corpos passou-se a constatar que neles estava a localização da maioria das doenças. No entanto, mesmo com essa mudança não houve muito avanço no tratamento das doenças, elas eram aceitas como parte do entendimento do sentido da vida, faziam parte de um caminho para a aceitação da morte, de ideias como a efemeridade da vida, essa ideia foi muito difundida no período do romantismo, românticos como Castro Alves e Chopin acreditavam na morte como uma expressão da arte, uma maneira de refinar a arte, pois trazia uma nova concepção da vida, por isso, muitos jovens da época ansiavam pela morte prematura, muitos artistas morreram de tuberculose nessa época. Sobre isso vale ressaltar que esse ideal ainda permeia a sociedade, vê-se até os dias atuais diversos jovens com filosofias que representam a efemeridade da vida, tais como YOLO (you only live once), o próprio conceito de carpe diem, entre outros, tem-se também, uma série de artistas que morreram tragicamente aos 27 anos nas últimas décadas.[1]
- No século XIX, entretanto, ocorreu a chamada revolução pasteuriana; Uma série de fatores contribuiu para sua ocorrência, houve a descoberta dos microscópios e com eles diversos laboratórios passaram a identificar microrganismos presentes em diversos meios de cultura, o que posteriormente contribuiu também para o desenvolvimento de soros e vacinas, em paralelo, John Snow, na Inglaterra, decidiu estudar a transmissão de cólera, uma epidemia vigente naquele momento, até o momento acreditava-se que a cólera era causada pela água, e ele constatou que não era por ela, mais por algo presente na água, e por conseguinte de uma pessoa doente para uma saudável, e que esse algo era ainda capaz de se multiplicar no organismo humano, vale ressaltar que apesar de todas essas descobertas, não havia ainda a ideia de que os causadores dessas doenças eram os microrganismos como vírus e bactérias. Tais constatações de John Snow causaram grande polêmica na época pois evocavam os conceitos de contágio e quarentena, termos muito defendidos por Adrien Proust, no entanto, muitos eram contra essa privação de liberdade, dentre eles estavam presentes classes como burguesia, patologistas radicais, e liberais, essa resistência ocorreu até mesmo quando Louis Pasteur atribuiu a fermentação à microrganismos.[1][8]
- Com o conhecimento de que os microrganismos eram responsáveis pelas doenças a chamada medicina tropical teve grande crescimento, já que era uma questão muito importante o tratamento de doenças nos trópicos, os colonizadores e comerciantes viam muito potencial econômico na região, mas as doenças, tanto endêmicas quanto epidêmicas eram um grande empecilho, com isso o desenvolvimento da epidemiologia, também desenvolvido por John Snow nesse mesmo estudo sobre a cólera, ganhou espaço, isso se baseou na ideia de que como a saúde individual era expressa em números a social também poderia ser, ou seja, os indicadores de saúde passariam as ser contabilizados, tudo isso graças ao surgimento da estatística -vinda de Staat no alemão, e de origem Latina, que significa estado, que coincide com um surgimento de um estado forte e centralizado.[1]
- A ideia de utilizar algum método numérico para expressar alguma informação, data desde a antiguidade há mais de 2000 a.C. na China, no entanto, a tentativa de imprimir alguma reflexão a partir desses números e tornou mais clara a partir do século XVII, com John Graunt e Wlliam Petty, por exemplo, Petty desenvolveu seu estudo chamado anatomia politica, onde coletava dados sobre educação, produção, população e doenças, já Graunt conduziu os primeiros estudos de estatística vital a partir de obituários da época, onde ele foi capaz de identificar diferenças na mortalidade dentro de diversos grupos populacionais, correlacionando fatores como sexo e local de residência, esse tipo de analise ganhou grande impulso no século XIX, onde há registros de estudos como o de Louis René Villermé, que analisou a mortalidade em diferentes bairros de paris, onde ele concluiu que as maiores diferenças eram relacionadas à renda, há também registros que datam do período da revolução industrial na Inglaterra onde podia-se ser visto claramente o efeito da urbanização e da condição de proletariado sobre a saúde, inspirando até mesmo Engels a escrever o livro Condição da classe trabalhadora na Inglaterra em 1845.[1][9]
- A partir de 1840 começou-se a existir um grande paralelo entre os índices estatísticos de saúde e a condição de vida da população, além do surgimento de inquéritos estatísticos e dos blue books (almanaques estatísticos), William Farr, pioneiro na estatística em saúde, assumiu seu cargo como diretor-geral do recém estabelecido General Register Office da Inglaterra, onde em seus relatórios anuais traçou um paralelo muito grande, a partir de relatos entre a mortalidade da população e a localidade de suas residências, ao ponto de ser capaz de delimitar distritos sadios e não sadios.[1]
- Em 1842 Edwin Chadwick, um advogado, escreveu um relatório sobre as condições de saúde da população trabalhadora na Grã-Bretanha, esse seu relatório foi o responsável por impressionar o parlamento vigente e impulsionar a promulgação de uma lei em 1848 que criou a Diretoria Geral de Saúde, encarregada, principalmente, de propor medidas de saúde pública e de recrutar médicos sanitaristas, o que foi capaz de de forma oficial desenvolver trabalhos de saúde pública na Grã-Bretanha.[1]
- Antes da criação da Organização Mundial da Saúde (OMS), foram feitas algumas tentativas de instituir um conceito universal sobre o que era "Saúde". No ano de 1941 foi criado o Serviço Nacional de Saúde (SNS), destinado a oferecer atenção integral à saúde da população com recursos do governo. Apesar da criação do SNS, ainda não havia um conceito universal sobre Saúde, pois havia necessidade de um consenso entre as nações.[1]
- A primeira tentativa foi feita através da criação da Liga das Nações, criada após a Primeira Guerra Mundial, porém, não obteve sucesso. Logo após a Segunda Guerra Mundial, foi criada então, atingindo o objetivo principal, a Organização das Nações Unidas (ONU), onde havia a concordância entre as nações, dando em sequência a criação da Organização Mundial da Saúde. No dia 7 de abril de 1948 foi publicado pela OMS o conceito de saúde.  O conceito de saúde proposto pela OMS diz que: "Saúde é o estado do mais completo bem-estar físico, mental e social e não apenas a ausência de enfermidade".[1]
- Em 1974, foi criado o conceito de "campos de saúde", onde o mesmo definiu diversas áreas de bem estar, como meio ambiente e estilo de vida por exemplo, o que causou uma ampliação do conceito de saúde. Essa ampliação gerou insatisfações e críticas tanto da área política quanto da área técnica, que questionava o fato de a saúde de tornar dessa forma algo inalcançável, sendo impossibilitado de ser cobrado apenas dos profissionais de saúde. Com isso, no ano de 1977 foi sugerido um novo conceito de saúde por Christopher Boorse, o qual denominava saúde apenas por "ausência de doença", simplificando assim esse conceito.[1]
- A Conferência Internacional de Assistência Primária à Saúde trouxe uma resposta em relação a esse novo conceito de saúde abordado apenas como ausência de doenças. Durante esse evento, ocorrido em Alma-Ata (1978), alguns temas discutidos foram considerados surpreendentes. Foi abordado a classificação internacional de doenças, elaborado regulamentos internacionais de saúde e normas para a qualidade da água. Até o momento dessa conferência, a Organização Mundial da Saúde (OMS) havia desenvolvido programas de combate a duas doenças de grande notoriedade, a Malária e a Varíola, contando com o apoio e colaboração dos países membros.[1]
- Para o combate à Malária, a OMS utilizou como estratégia o uso do inseticida Dicloro-Difenil-Tricloroetano (DDT). Seu uso foi proibido ao longo do tempo por estar associado ao comprometimento do organismo, como câncer, acumulação em tecidos e contaminação de bebês via lactação.[1]
- Por volta dos anos 60, o combate foi destinado à Varíola. Durante esse período, foi criado o Programa de Erradicação da Varíola. A escolha para o combate a essa doença estava atrelado principalmente ao grande número de pessoas com a doença (milhões de casos) e a sua capacidade de ser eliminada da população. Isso porque a vacina contra a Varíola, já existente, tinha grande eficácia. Assim, como a transmissão ocorria de pessoa para a pessoa, ao se obter uma grande parcela de imunizados, o vírus responsável pela doença deixaria de ter seu hospedeiro para desenvolvimento e consequente propagação da doença. Logo, as expectativas com essas ações foram alcançadas e o último caso de varíola ocorreu em 1977, mostrando-se como um marco histórico.[1]
- Após essa conquista, a OMS expandiu seus objetivos devido a intensa demanda por desenvolvimento e progresso social. Sendo assim, durante a Conferência Internacional de Assistência Primária à Saúde, foi enfatizado a grande desigualdade na área de saúde entre os países desenvolvidos e subdesenvolvidos, a responsabilidade do Estado na promoção da saúde e a importância da atuação individual e comunitária desde o planejamento à implementação dos cuidados à saúde. Sendo assim, os serviços que prestam cuidados primários de saúde deveriam ser a base para o sistema de saúde. E o sistema nacional de saúde deveria estar integrado no processo de desenvolvimento social e econômico do país, uma vez que saúde pode ser considerada tanto causa quanto consequência deste.[1]
- Ainda, durante a Conferência, foi discutido que os cuidados primários de saúde deveriam ser de amplo espectro, devendo incluir educação em saúde, nutrição adequada, saneamento básico, cuidados materno-infantis, planejamento familiar, imunizações, prevenção e controle de doenças endêmicas, provisão de medicamentos essenciais e integração com outros setores, como agrícola e industrial. Tratando-se, portanto, de uma proposta racionalizadora, mas também política. Ou seja, baseada em uma ideologia da utilidade, relevância social em detrimento à altos padrões e custos dos serviços. Essa concepção é carregada de juízos de valor, a qual é rejeitada por aqueles que apresentam uma visão objetiva e sem critérios sociais quanto à área de saúde.[1]
- A partir disso, a Constituição de 1988 evita a discussão dos conceitos de saúde e doença e diz que: “A saúde é direito de todos e dever do Estado, garantido mediante políticas sociais e econômicas que visem à redução do risco de doença e de outros agravos e ao acesso universal e igualitário às ações e serviços para a promoção, proteção e recuperação”. Esse propósito é o que direciona a atuação do Sistema Único de Saúde (SUS) em seu atendimento e cooperação com os brasileiros.[1]

## Definições
Quando a Organização Mundial da Saúde foi criada, pouco após o fim da Segunda Guerra Mundial, havia uma preocupação em traçar uma definição positiva de saúde, que incluiria fatores como alimentação, atividade física, acesso ao sistema de saúde e etc. O "bem-estar social" da definição veio de uma preocupação com a devastação causada pela guerra, assim como de um otimismo em relação à paz mundial — a Guerra Fria ainda não tinha começado. A OMS foi ainda a primeira organização internacional de saúde a considerar-se responsável pela saúde mental, e não apenas pela saúde do corpo.
A definição adotada pela OMS tem sido alvo de inúmeras críticas desde então. Definir a saúde como um estado de completo bem-estar faz com que a saúde seja algo ideal, inatingível, e assim a definição não pode ser usada como meta pelos serviços de saúde. Alguns afirmam ainda que a definição teria possibilitado uma medicalização da existência humana, assim como abusos por parte do Estado a título de promoção de saúde.
Por outro lado, a definição utópica de saúde é útil como um horizonte para os serviços de saúde por estimular a priorização das ações. A definição pouco restritiva dá liberdade necessária para ações em todos os níveis da organização social.
Christopher Boorse definiu em 1977 a saúde como a simples ausência de doença; pretendia apresentar uma definição "naturalista". Em 1981, Leon Kass questionou que o bem-estar mental fosse parte do campo da saúde; sua definição de saúde foi: "o bem-funcionar de um organismo como um todo", ou ainda "uma actividade do organismo vivo de acordo com suas excelências específicas." Lennart Nordenfelt definiu em 2001 a saúde como um estado físico e mental em que é possível alcançar todas as metas vitais, dadas as circunstâncias.
As definições acima têm seus méritos, mas, provavelmente, a segunda definição mais citada também é da OMS, mais especificamente do Escritório Regional Europeu: A medida em que um indivíduo ou grupo é capaz, por um lado, de realizar aspirações e satisfazer necessidades e, por outro, de lidar com o meio ambiente. A saúde é, portanto, vista como um recurso para a vida diária, não o objetivo dela; abranger os recursos sociais e pessoais, bem como as capacidades físicas, é um conceito positivo.
Essa visão funcional da saúde interessa muito aos profissionais de saúde pública, incluindo-se aí os médicos, enfermeiros, fisioterapeutas e os engenheiros sanitaristas, e de atenção primária à saúde, pois pode ser usada de forma a melhorar a eqüidade dos serviços de saúde e de saneamento básico, ou seja, prover cuidados de acordo com as necessidades de cada indivíduo ou grupo.
A saúde mental (ou sanidade mental) é um termo usado para descrever um nível de qualidade de vida cognitiva emocional ou a ausência de uma doença mental.[carece de fontes?] Na perspectiva da psicologia positiva ou do holismo, a saúde mental pode incluir a capacidade de um indivíduo de apreciar a vida e procurar um equilíbrio entre as actividades e os esforços para atingir a resiliência psicológica.[carece de fontes?] A Organização Mundial de Saúde afirma que não existe definição bem clara sobre o que é a saúde mental. Diferenças culturais, julgamentos subjectivos, e teorias relacionadas concorrentes afectam o modo como a "saúde mental" é definida.[carece de fontes?]

## Determinantes da saúde
O relatório Lalonde sugere que existem quatro determinantes gerais de saúde, incluindo biologia humana, ambiente, estilo de vida e assistência médica. Assim, a saúde é mantida e melhorada, não só através da promoção e aplicação da ciência da saúde, mas também através dos esforços e opções de vida inteligentes do indivíduo e da sociedade.
O Alameda County Study analisa a relação entre estilo de vida e saúde. Descobriu que as pessoas podem melhorar a sua saúde através do exercício , sono suficiente, mantendo um peso saudável, limitando o uso de álcool e evitando fumar.
Um dos principais factores ambientais que afetam a saúde é a qualidade da água, especialmente para a saúde dos lactentes e das crianças em países em desenvolvimento.
Estudos mostram que em países desenvolvidos, a falta de espaços de lazer no bairro que inclua o ambiente natural conduz a níveis mais baixos de satisfação nesses bairros e níveis mais elevados de obesidade e, portanto, menor bem-estar geral. Por isso, os benefícios psicológicos positivos do espaço natural em aglomerações urbanas devem ser levados em conta nas políticas públicas e de uso da terra.
De acordo com a Organização Mundial da Saúde, os principais determinantes da saúde incluem o ambiente social e econômico, o ambiente físico e as características e comportamentos individuais da pessoa. Em geral, o contexto em que um indivíduo vive é de grande importância na sua qualidade de vida e em seu estado de saúde. O ambiente social e econômico são fatores essenciais na determinação do estado de saúde dos indivíduos dado o fato de que altos níveis educacionais estão relacionados com um alto padrão de vida, bem como uma maior renda. Geralmente, as pessoas que terminam o ensino superior têm maior probabilidade de conseguir um emprego melhor e, portanto, são menos propensas ao estresse em comparação com indivíduos com baixa escolaridade.
O ambiente físico é talvez o fator mais importante que deve ser considerado na classificação do estado de saúde de um indivíduo. Isso inclui fatores como água e ar limpos, casas, comunidades e estradas seguras, todos contribuindo para a boa saúde.
A percepção de saúde varia muito entre as diferentes culturas, assim quanto as crenças sobre o que traz ou retira a saúde.
A OMS define ainda a Engenharia sanitária como sendo um conjunto de tecnologias que promovem o bem-estar físico, mental e social. Sabe-se que sem o saneamento básico (sistemas de água, de esgotos sanitários e de limpeza urbana) a saúde pública fica completamente prejudicada.
A OMS reconhece ainda que a cada unidade monetária (dólar, euro, real, etc.) dispendida em saneamento economiza-se cerca de quatro a cinco unidades em sistemas de saúde (postos, hospitais, tratamentos, etc.) e que cerca de 80% das doenças mundiais são causadas por falta de água potável suficiente para atender as populações necessitadas.